# Узловое (Сакский район)
Узлово́е (до 1948 года Маму́т-Куй; укр. Вузлове, крымскотат. Mamut Quy, Мамут Къуй) — исчезнувшее село в Сакском районе Республики Крым (согласно административно-территориальному делению Украины — Автономной Республики Крым), располагавшееся в центре района, в степной части Крыма, примерно в полутора километрах восточнее современного села Великое.

### Динамика численности населения
- 1889 год — 53 чел.[5]
- 1900 год — 5 чел.[6]
- 1915 год — 0/36 чел.[7][8]
- 1926 год — 75 чел.[9]

## История
Впервые в исторических документах поселение встречается в «Памятной книге Таврической губернии 1889 года» (по результатам Х ревизии 1887 года), согласно которой в деревне Мамут-Куй Чотайской волости Евпаторийского уезда числилось 7 дворов и 53 жителя. В «…Памятной книжке Таврической губернии на 1892 год» Мамут-Куй не записан, а, после земской реформы 1890-х годов деревню приписали к Сакской волости. По «…Памятной книжке Таврической губернии на 1900 год» на хуторе Мамуткуй числилось 5 жителей в 1 домохозяйстве. По Статистическому справочнику Таврической губернии. Ч.II-я. Статистический очерк, выпуск пятый Евпаторийский уезд, 1915 год, в деревне Мамуткой Сакской волости Евпаторийского уезда числилось 4 двора (1 двор с землёй, 3 — безземельные) без приписного населения, но с 36-ю «постороннего», из которых 17 мужчин и 19 женщин. Жители владели 635 десятинами удобной земли. В хозяйствах имелось 19 лошадей, 5 коров и 610 голов мелкого скота.
После установления в Крыму Советской власти, по постановлению Крымревкома от 8 января 1921 года № 206 «Об изменении административных границ» была упразднена волостная система и село вошло в состав Евпаторийского района Евпаторийского уезда, а в 1922 году уезды получили название округов. 11 октября 1923 года, согласно постановлению ВЦИК, в административное деление Крымской АССР были внесены изменения, в результате которых округа были отменены и произошло укрупнение районов — территорию округа включили в Евпаторийский район. Согласно Списку населённых пунктов Крымской АССР по Всесоюзной переписи 17 декабря 1926 года, в селе Мамуткой, или Красная Знаменка, Богайского сельсовета Евпаторийского района, числилось 18 дворов, из них 16 крестьянских, население составляло 75 человек, из них 60 украинцев, 6 русских, 3 немца, 6 записаны в графе «прочие».
После освобождения Крыма от фашистов, 12 августа 1944 года было принято постановление № ГОКО-6372с «О переселении колхозников в районы Крыма» и в сентябре 1944 года в район приехали первые новосёлы (150 семей) из Киевской и Каменец-Подольской областей, а в начале 1950-х годов последовала вторая волна переселенцев из различных областей Украины. С 25 июня 1946 года Мамуткой в составе Крымской области РСФСР. Указом Президиума Верховного Совета РСФСР от 18 мая 1948 года, Мамут-Куй (вариант Мамут-Кой) переименовали в Узловую, статус села и название Узловое было присвоено позже. 26 апреля 1954 года Крымская область была передана из состава РСФСР в состав УССР. Время включения в состав Каменоломенского сельсовета пока не установлено: на 15 июня 1960 года село уже числилось в его составе. 1 января 1965 года, указом Президиума ВС УССР «О внесении изменений в административное районирование УССР — по Крымской области», Евпаторийский район был упразднён и село включили в состав Сакского (по другим данным — 11 февраля 1963 года). Ликвидировано решением Крымского облисполкома от 16 сентября 1986 года.